# 水口水库
水口水库位于中华人民共和国福建省，建于闽江干流上，是以发电为主，兼顾防洪、航运的大（一）型水库，属河道型水库。坝址位于闽清县雄江镇下蹼村，下游距闽清县城梅城镇14千米，距福州市84千米，上游距古田县水口镇11千米，距南平市94千米。
水口水库于1993年3月31日蓄水后诱发了频繁的地震活动，至2008年10月共发生地震4800多次，其中震级4级以上地震4次。1996年4月21日震级为ML4.1的地震是首次超过震级4级的地震，2008年3月6日震级为ML4.8的地震是目前发生的最大地震。
水口水电站装机容量为140万千瓦，是目前中国东南地区最大的水力发电站。